# Familia Woodville
La casa Woodville fue uno de los más importantes actores durante las Guerras de las Dos Rosas, con varios de sus integrantes tomando parte durante los combates de esta guerra civil.
Sus integrantes más destacados son:
- Isabel Woodville, esposa del rey Eduardo IV de Inglaterra, y madre de los Príncipes de la Torre.
- Ricardo Woodville, padre de Isabel.
- Antonio Woodville, hijo de Ricardo y hermano de Isabel.
- Ricardo Woodville, segundo hijo de Ricardo.

- Datos: Q16941434
- Multimedia: Woodville (surname) / Q16941434